# Izvoru Rece (gmina Vaideeni)
Izvoru Rece – wieś w Rumunii, w okręgu Vâlcea, w gminie Vaideeni. W 2011 roku liczyła 661 mieszkańców.